# ريكس هارتويغ
ريكس هارتويغ (بالإنجليزية: Rex Hartwig)‏ مواليد 2 سبتمبر 1929 في نيوساوث ويلز، أستراليا، هو لاعب كرة مضرب أسترالي سابق بدأ مسيرته كمحترف سنة 1950 وكان يلعب باليد اليمنى، اعتزل اللعب في 1962. كما أنه أحد أبطال الجراند سلام. أعلى تصنيف له في الفردي كان المركز الـ 5 في سنة 1954.

## بطولات حققها
- بطولة ويمبلدون

## النهائيات

### الفردي (الوصافة 2)
| الحصيلة | السنة | البطولة                       | المنافس    | النتيجة            |
| ------- | ----- | ----------------------------- | ---------- | ------------------ |
| الوصافة | 1954  | بطولة أستراليا المفتوحة للتنس | ميرفين روز | 2–6, 6–0, 4–6, 2–6 |
| الوصافة | 1954  | بطولة أمريكا المفتوحة للتنس   | فيك سيكساس | 3–6, 6–2, 6–4, 6–4 |

### الزوجي (الألقاب 4 - الوصافة 1)
| الحصيلة | السنة | البطولة                       | الشريك     | المنافس                    | النتيجة            |
| ------- | ----- | ----------------------------- | ---------- | -------------------------- | ------------------ |
| الوصافة | 1953  | بطولة ويمبلدون                | ميرفين روز | ليو هود كين روزوول         | 4–6, 5–7, 6–4, 5–7 |
| الفوز   | 1953  | بطولة أمريكا المفتوحة للتنس   | ميرفين روز | جاردنار مولوي بيل تالبرت   | 6–4, 4–6, 6–2, 6–4 |
| الفوز   | 1954  | بطولة أستراليا المفتوحة للتنس | ميرفين روز | نيل فريزر كلايف وايلدرسبين | 6–3, 6–4, 6–2      |
| الفوز   | 1954  | بطولة ويمبلدون                | ميرفين روز | فيك سيكساس توني ترابيرت    | 6–4, 6–4, 3–6, 6–4 |
| الفوز   | 1955  | بطولة ويمبلدون                | ميرفين روز | نيل فريزر كين روزوول       | 7–5, 6–4, 6–3      |

### الزوجي المختلط (الألقاب 2, الوصافة 2)
| الحصيلة | السنة | البطولة                       | الشريك               | المنافس                     | النتيجة       |
| ------- | ----- | ----------------------------- | -------------------- | --------------------------- | ------------- |
| الفوز   | 1953  | بطولة أستراليا المفتوحة للتنس | جوليا سامسون هايوارد | مورين كونولي هام ريتشاردسون | 6–4, 6–3      |
| الوصافة | 1953  | بطولة أمريكا المفتوحة للتنس   | جوليا سامسون هايوارد | دوريس هارت فيك سيكساس       | 2–6, 6–4, 4–6 |
| الفوز   | 1954  | بطولة أستراليا المفتوحة للتنس | ثيلما كوين لونغ      | بريل بنروز جون بروميتش      | 4–6, 6–1, 6–2 |
| الوصافة | 1954  | دورة رولان غاروس الدولية      | جاكلين باتورني       | مورين كونولي ليو هود        | 4–6, 3–6      |

## روابط خارجية
- ريكس هارتويغ على موقع رابطة محترفي التنس (الإنجليزية)
- ريكس هارتويغ على موقع الاتحاد الدولي لكرة المضرب (الإنجليزية)
- ريكس هارتويغ على موقع كأس ديفيز (الإنجليزية)
- ريكس هارتويغ على موقع اتحاد التنس الأسترالي (الإنجليزية)
- ريكس هارتويغ على موقع بطولة ويمبلدون (الإنجليزية)
- ريكس هارتويغ على موقع خلاصة التنس.كوم (الإنجليزية)